# Jetalliance
Jetalliance Flugbetriebs GesmbH, що діє як Jetalliance, — австрійська чартерна авіакомпанія зі штаб-квартирою в Обервальтерсдорфі (Нижня Австрія), надає з 1996 року послуги нерегулярних пасажирських і вантажних авіаперевезень на реактивних літаках бізнес-класу.
Портом приписки авіакомпанії є міжнародний аеропорт Відня.

## Операційна діяльність
Авіакомпанія Jetalliance працює під повною європейської ліцензією, пасажирські рейси в Сполучені Штати і Канаду здійснюються під ліцензією експлуатанта Федерального управління цивільної авіації США в частині розділу 129 (чартерні перевезення).

## Флот

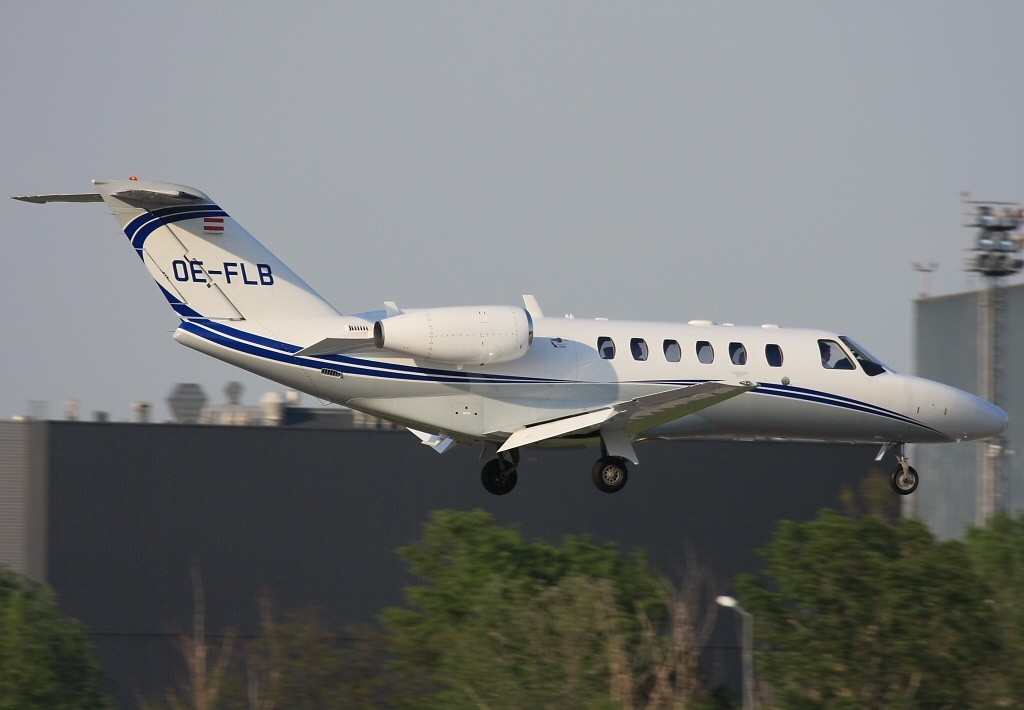
Посадка Cessna 525A-Citation авіакомпанії JetAlliance у віденському міжнародному аеропорту

Станом на 10 вересня 2008 року повітряний флот авіакомпанії Jetalliance складали наступні літаки:
- Bombardier Challenger 850 — 2 од.
- Bombardier Learjet 60 — 1 од.
- Cessna CitationJet — 3 од.
- Cessna Citation Ultra — 1 од.
- Cessna Citation X — 3 од. + 2 замовлено
- Cessna Citation XLS — 3 од.
- Dassault Falcon 50EX — 1 од.
- Dassault Falcon 900B — 1 од.
- Dassault Falcon 2000 — 2 од.
- Embraer ERJ-135 Legacy — 2 од.
- Gulfstream G550 — 1 од.
- Gulfstream GIV — 1 од.
- Raytheon Beechjet 400A — 1 од.

### Замовлення
- Airbus A318 Elite — 3 од.
- Airbus A319 Corporate Jet — 1 од.

У грудні 2005 року компанія отримала перший випущений виробником літак Dassault Falcon 2000.
У 2006 році авіакомпанія експлуатувала 37 літаків, середній вік яких становив 3,5 років.
У 2006 році керівництво перевізника оголосило про замовлення літаків Airbus A318 і Airbus A319 в 14-місцевої бізнес-компонування пасажирських салонів.

### Експлуатувалися раніше
Нижче наведено літаки, виведені з експлуатації авіакомпанією Jetalliance:
- 1 Bombardier Learjet 45
- 1 Dornier 328JET
- 1 Gulfstream V
- 1 McDonnell Douglas MD-83
- 2 Raytheon Beechjet 400A